# Lilja Rafney Magnúsdóttir

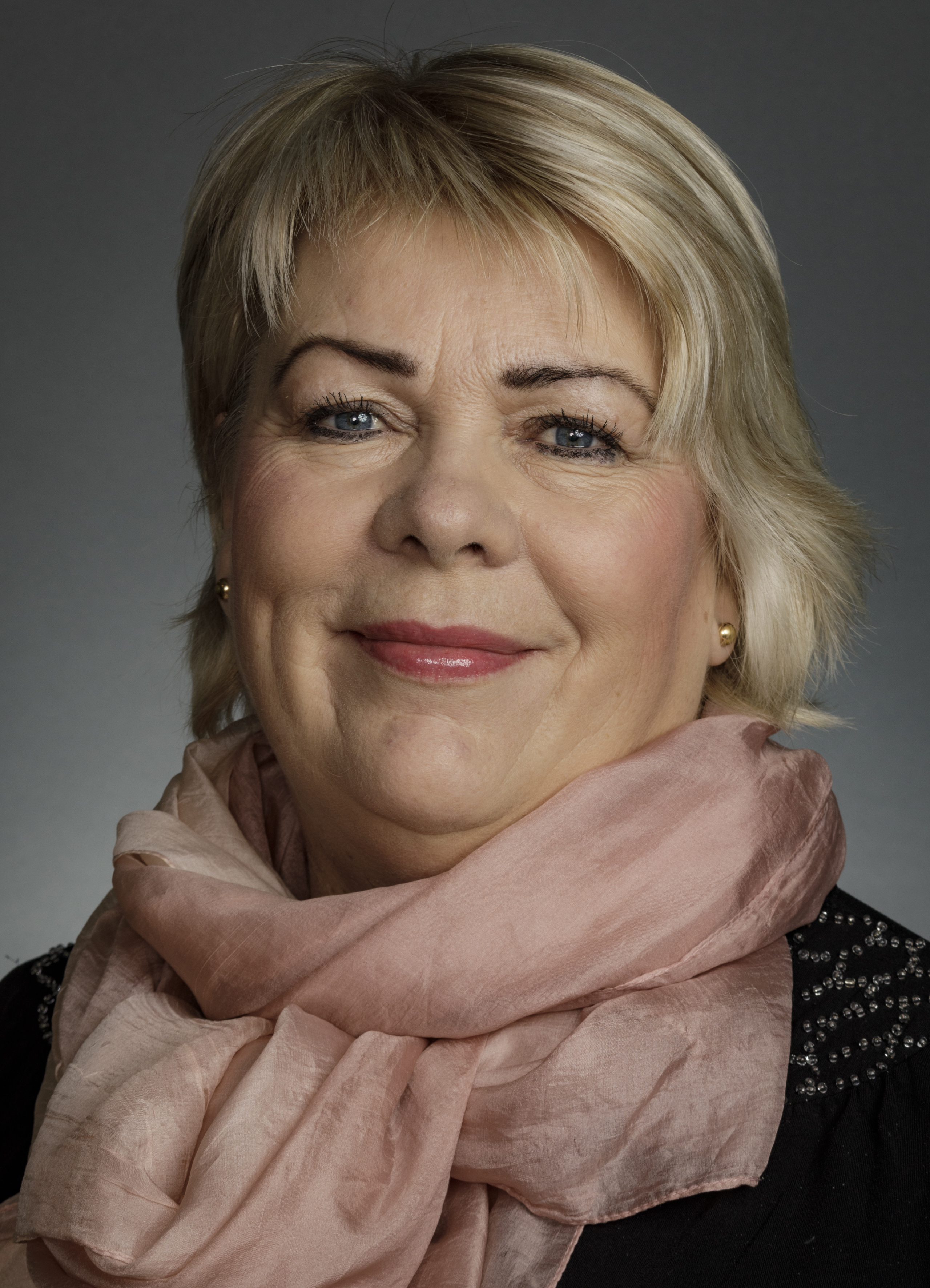
Lilja Rafney Magnúsdóttir, 2017

Lilja Rafney Magnúsdóttir (* 24. Juni 1957 in der damaligen Landgemeinde Suðureyri) ist eine isländische Politikerin. Von 2009 bis 2021 gehörte sie als Vertreterin der Links-Grünen Bewegung erstmals dem isländischen Parlament Althing an. Nach ihrem Wechsel zur Partei Flokkur fólksins wurde sie bei der Wahl 2024 erneut ins Althing gewählt.

## Leben
Lilja Rafney wurde auf dem Hof Staður im Súgandafjörður geboren, der damals zur Landgemeinde Suðureyri (Suðureyrarhreppur) gehörte. Sie war Angestellte des Schwimmbads und der Sporthalle von Suðureyri. Von 1988 bis 2004 war sie Vorsitzende des Arbeiter- und Seeleuteverbands im Súgandafjörður. Von 1990 bis 1994 amtierte Lilja Rafney als Vorsteherin des Gemeinderates von Suðureyri. Seit 2000 gehörte sie dem Vorstand der isländischen Post an.
Seit 2009 war sie Abgeordnete des isländischen Parlaments Althing für den Nordwestlichen Wahlkreis. Mit Stand 2014 gehörte sie den Parlamentsausschüssen für Gewerbeangelegenheiten (seit 2011) und Wohlfahrt (seit 2013) an. Von 2009 bis 2013 war sie Vizevorsitzende der isländischen Delegation zum Westnordischen Rat. Bei der Parlamentswahl in Island 2021, in der sie im Nordwestlichen Wahlkreis auf dem zweiten Listenplatz der Links-Grünen stand, wurde sie nicht wiedergewählt.
Im Sommer 2024 trat Lilja Rafney aus der Links-Grünen Bewegung aus. Als Grund gab sie an, dass die Partei in der Frage der Fischereipolitik und der Fangquoten Positionen der Unabhängigkeitspartei und der Fortschrittspartei übernommen und sich damit unglaubwürdig gemacht habe. Sie schloss sich der Partei Flokkur fólksins an und erhielt für diese bei der Parlamentswahl 2024 im Nordwestlichen Wahlkreis ein Ausgleichsmandat.